# Ильинский собор (Сольцы)
Ильинский собор — православный храм в городе Сольцы Новгородской области. Расположен на берегу ручья Крутец, у дороги, ведущей в областной центр (улица Новгородская, 2а).
Является памятником русской культуры XIX—начала XX столетия. Создан в стиле высокого классицизма на лучших образцах религиозного искусства своего времени.

## История
Церковь Ильи пророка в Сольце была известна уже с первой половины XVI века. В то время она была деревянной с пристроенной колокольней. Место, где она располагалась называется «посадец». Считается, что именно отсюда развивалось само поселение. Указом Ивана IV территория была отведена колёсному мастеру Рычку Ригину, после чего она получила название Колёсная слобода.
В 1734 году церковь была перестроена. Новый деревянный храм простоял до начала XIX века. Не позднее 1824 года было начато строительство кирпичного Ильинского храма. К 11 декабря 1824 года, по сообщению в Синод архиепископа Псковского Евгения на строительство каменного храма было собрано 5 000 рублей денежных пожертвований и леса на 500 рублей.
В 1825 году новый храм был построен. Первоначально он имел три престола: главный — во имя пророка Ильи и придельные — во имя святителя и чудотворца Николая, Казанской Божией Матери. В последней четверти XIX века он стал тесным и в 1880-х годах был расширен пристройкой трапезной с двумя тёплыми приделами, Александра Невского и преподобного Никандра Псковского чудотворца, и колокольни. Придел св. Александра Невского освятил 18 сентября 1888 года прибывший в Сольцы из С.-Петербурга, куда он был вызван для присутствия в Св. Синоде, епископ Псковский и Порховский Гермоген (Добронравин).
Храм представляет собой ансамбль из трёх зданий, стоящих вплотную друг к другу: церкви, трапезной и колокольни.
- Главный — холодный храм — квадратный в плане, крестовокупольный, пятиглавый, четырёхстолпный без апсид.
- Тёплая трапезная церковь — прямоугольная в плане, разделена четырьмя столбами на три нефа.
- Трёхъярусная колокольня высотой 38 м. В конце 1930-х годов она была наполовину разобрана. Уцелел нижний четверик с четырёхколонным портиком и основание второго яруса.

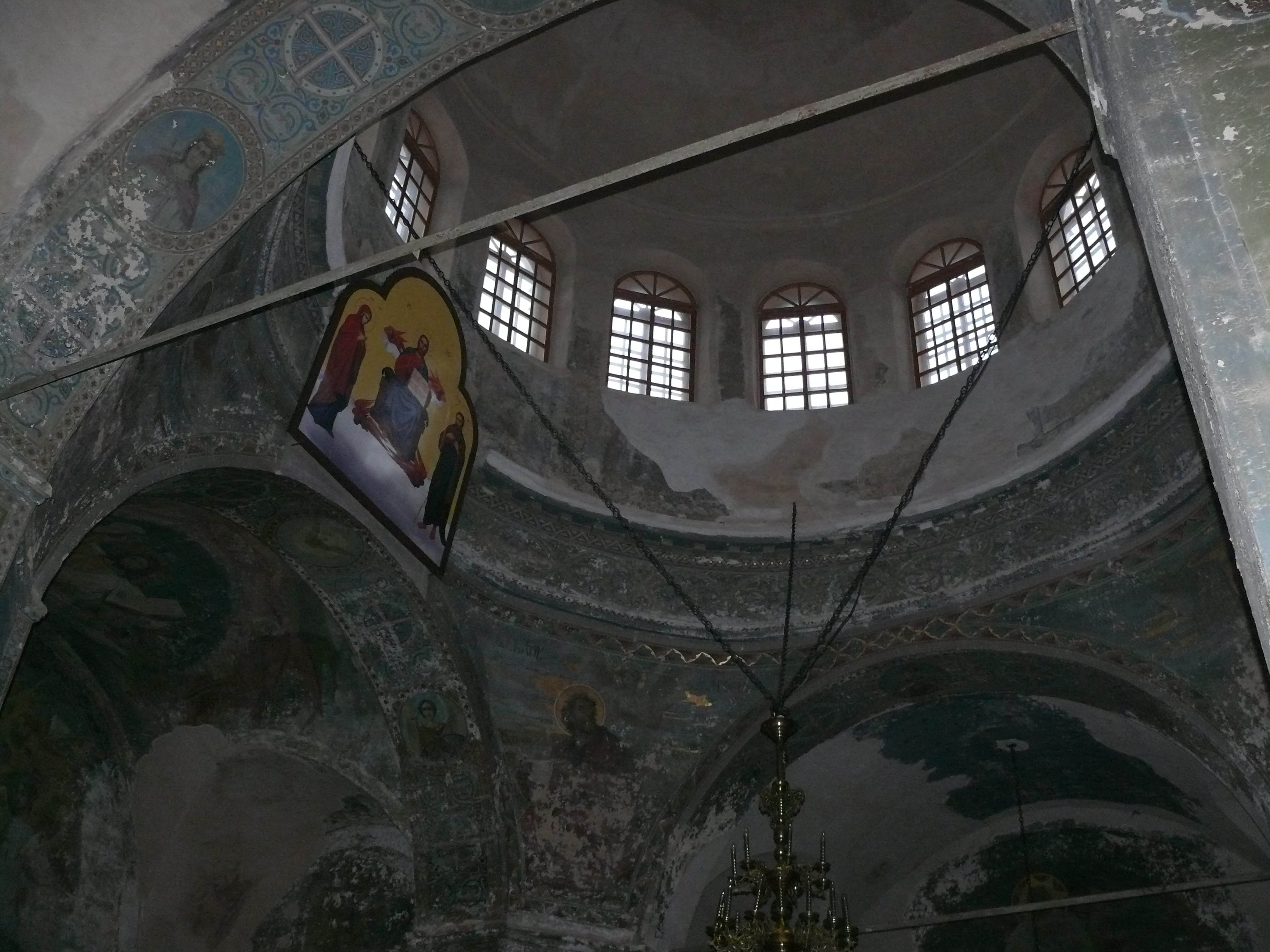

## Живопись
До настоящего времени на 80 % сохранилась живопись главного храма. По косвенным признакам её относят к концу XIX—началу XX в. Есть сведения, что стоимость живописных работ составила 25 000 рублей.
Росписи трапезной церкви были сбиты во время ремонта 1992—1993 гг. и поэтому не сохранились.

## XX век
В августе 1937 года, в ходе Большого террора, были арестованы и вскоре расстреляны оба служивших в соборе священника, Василий Васильков и Тимофей Смирнов. После их ареста, по решению Солецкого райисполкома, Ильинский собор был изъят у церковной общины «за неимением священника» и передан конторе «Заготзерно». Использовался как склад. Тогда же по инициативе городского коммунального хозяйства был разобран верх колокольни. Очевидно, одновременно с разборкой колокольни был уничтожен соборный иконостас.
Богослужения в храме возобновились во время немецко-фашистской оккупации Сольцов, но вскоре после 15-летия Победы, в декабре 1960 года, решением Новгородского Облисполкома собор был закрыт с целью переоборудования под Дом культуры. Однако здание было отдано под склад совхозу «Победа». Вскоре был проведён ремонт кровли холодного храма, разобраны малые барабаны с главами и сняты все кресты. В этот период собор не состоял на учёте в государственных органах охраны памятников. В 1975 году зданию был присвоен статус памятника архитектуры, охраняемого государством, что никак не сказалось на активизации охранных действий. В период до 1980 года произошло катастрофическое обрушение центрального купола, в результате чего в верхних частях собора появились обширные утраты живописи. В это время здание находилось на балансе Районного потребительского общества и использовалось под склад рубероида.
В 1981 году контора «Новжилкоммунпроект» разработала проект капитального ремонта Ильинского собора и его приспособления под краеведческий музей. Проект остался на бумаге. В 1987 году в НФИ «Спецпроектреставрация» приступил к созданию проекта комплексной реставрации памятника (в нём, как и прежде, хотели разместить музей). Эта работа также не была завершена.
В 1992 году Ильинский собор был передан Новгородской епархии. Настоятелем был назначен священник Андрей Пученкин. Вскоре был проведён ремонт отапливаемой трапезной церкви, в которой возобновились богослужения. Позже начались работы в холодном храме: были восстановлены малые барабаны и главы, центральный купол, отремонтирована кровля, проведено отопление, проведены наружные штукатурные работы.
В 1996 году была начата реконструкция колокольни по проекту С. П. Славинского и реставрация живописи холодного храма.